# Ruaudin
Ruaudin település Franciaországban, Sarthe megyében. Lakosainak száma 3492 fő (2022. január 1.). Ruaudin Changé, Teloché, Brette-les-Pins, Le Mans, Mulsanne és Parigné-l’Évêque községekkel határos.

## Népesség
A település népessége az elmúlt években az alábbi módon változott:
| Lakosok száma | 2858 | 3412 | 3403 | 3473 | 3418 | 3436 | 3503 | 3536 | 3514 | 3492 |
|               | 1999 | 2013 | 2015 | 2016 | 2017 | 2018 | 2019 | 2020 | 2021 | 2022 |